# Суперкуп Немачке у фудбалу 2018.
Суперкуп Њемачке у фудбалу 2018. је била 19. сезона Суперкупа Њемачке и утакмица у којој су се састали Бајерн Минхен, шампион Будеслиге, и Ајнтрахт Франкфурт, освајач Купа Њемачке. Утакмица је одиграна на стадиону Комерцбанк арена у Франкфурту. Бајерн је славио резултатом 5:0 уз хет-трик Роберта Левандовског и освојио седму титулу првака Суперкупа.

## Меч

### Детаљи
| Ајнтрахт Франкфурт | 0:5 | Бајерн Минхен                                       |
| ------------------ | --- | --------------------------------------------------- |
|                    |     | Левандовски 21, 26, 51’ · Коман 63’ · Алкантара 85’ |

| Ајнтрахт Франкфурт | Бајерн Минхен |

| Победник суперкупа Њемачке 2018. |
| -------------------------------- |
| Бајерн Минхен 7. титула          |